# Стад Франсіс Ле Бле
Стад Франсіс Ле Бле (фр. Stade Francis-Le Blé) — багатофункціональний стадіон у місті Брест, Франція. В даний час вміщує 15 097 глядачів. Домашня арена футбольного клубу «Брест». Стадіон двічі приймав  Суперкубок Франції в 1971 і 1973 роках.

## Історія
Стадіон відкрився в 1922 році під ім'ям «Стад де л'Арморікен» (фр. Stade de l'Armoricaine). Тодішня місткість арени була 1 800 осіб. У 1980-ті роки на стадіоні була проведена реконструкція, після якої місткість арени збільшилася більш ніж на 10 000 глядачів. Реконструкція була завершена влітку 1982 року.
Тоді ж стадіон був перейменований, отримавши свою нинішню назву в честь колишнього мера Бреста. Рекорд відвідуваності стадіону встановлено 6 серпня 1986 року на футбольному матчі «Брест» — «Марсель» і становить 21 619 глядачів.
Після ліквідації стоячих місць місткість арени зменшилася до 12 934 осіб. У 2004 році «Брест» піднявся в Лігу 2. Одночасно було заплановано будівництво в одному з передмість Бреста нового стадіону, який відповідав би вимогам ліги і УЄФА. Втім той намір так і не було реалізовано.